# Pereira da Viola
Pereira da Viola é um cantador, violeiro e compositor brasileiro nascido em Teófilo Otoni, nordeste de Minas Gerais e que faz pesquisas da cultura popular pelo Vale do Jequitinhonha, uma das regiões mais pobres do Brasil, mas ricas em diversos tipos de manifestações culturais.

## Discografia
- Terra Boa (1993)
- Tawaraná (1996)
- Viola cósmica (1998)
- Viola ética (2001)
- Akpalô (2007)
- Novos Caminhos (2018)